# Julie Kaufmann
Julie Kaufmann (* 25. Mai 1955 in Iowa) ist eine US-amerikanische Opernsängerin (Sopran) und Gesangspädagogin.

## Leben
Julie Kaufmann studierte Klavier bei James Avery und Gesang bei Herald Stark an der University of Iowa in Iowa City. Sie wurde dort Mitglied des  Center for New Music. Danach studierte sie Gesang bei Carol Smith am Internationalen Opernstudio (IOS) in Zürich und  bei Judith Beckmann und Aribert Reimann an der Hochschule für Musik und Theater Hamburg (Diplom 1988). Sie wirkte an der Bayerischen Staatsoper und war ab 1992 Dozentin am Richard-Strauss-Konservatorium München. 1999 wurde sie Professorin für Gesang an der Universität der Künste Berlin.
Sie arbeitete mit Musikern wie Irwin Gage, Donald Sulzen, Axel Bauni und Wolfram Rieger sowie Daniel Barenboim, Wolfgang Sawallisch, Jeffrey Tate, Sir Neville Marriner, Sir Colin Davis, Bernard Haitink und Kurt Masur zusammen. Dabei trat sie mit renommierten Orchestern auf. Sie sang in den europäischen Hauptstädten und bei bekannten Musikfestivals.
Ihre Schwester ist die Sängerin Elise Kaufman.

## Auszeichnungen
- 1991: Bayerische Kammersängerin
- 2000: Bayerischer Verdienstorden